# Josiane Balasko
Pour les articles homonymes, voir Balasko.
Josiane Balašković, dite Josiane Balasko est une actrice, réalisatrice, scénariste, romancière, dialoguiste et costumière française née le 15 avril 1950 à Paris 9e.
Elle fait partie de la troupe du Splendid. Au cours de sa carrière, elle est récompensée par trois César : celui du César du meilleur scénario original pour Gazon maudit en 1996 puis deux César d'honneur en 2000 et 2021.
Elle a également été nommée aux César de la meilleure actrice pour Trop belle pour toi (1989), Tout le monde n'a pas eu la chance d'avoir des parents communistes (1993), et Cette femme-là (2003).

## Biographie

### Enfance et formation
Josiane Balašković naît le 15 avril 1950 à 19 h 45 au 15, cité Malesherbes dans le 9e arrondissement de Paris.
Fille d'Ivan Balašković (1903-1964), un Croate né à Tordinci (en Croatie, alors en Autriche-Hongrie), et de Fernande Gattechaut (1911-1999), née à Nice, Josiane Balasko grandit dans un milieu modeste. Elle vit avec ses parents, son frère aîné et ses grands-parents dans trois chambres de bonne séparées, avec eau sur le palier. Son père est veilleur de nuit. Elle est baptisée catholique le 27 avril 1952.
En mai 1954, ses parents quittent Paris pour tenir un restaurant pour ouvriers à Saint-Quentin. En 1956, ils retournent à Paris, dans le 10e arrondissement, pour y tenir un restaurant plus grand.
À l'âge de huit ans, elle souffre de rhumatismes articulaires qui l'obligent, outre ses deux piqûres journalières de cortisone, à être alitée pendant six mois et à ne pas sortir de chez elle pendant un an, elle s'occupe en dessinant.
Son père meurt d'un cancer du poumon alors qu'elle a quatorze ans, elle est alors élevée par sa mère et sa grand-mère à Neuilly-en-Thelle, une petite ville de l'Oise où sa mère a acheté  Hôtel du centre rue de Paris, une auberge appartenant à la famille MAILLARD . Juste avant la mort de son père, elle avait appris qu'elle avait un demi-frère en Yougoslavie. Elle passera désormais ses vacances familiales dans ce pays, puisant dans cette histoire l'inspiration de son film Demi-sœur.
Elle suit d'abord des cours de dessin à l'École des arts graphiques, mais échoue à l'examen d'entrée à l'École nationale supérieure des arts décoratifs. Elle découvre sa vocation lorsqu'une amie l'emmène dans un de ses cours de théâtre de Tania Balachova. Elle décide alors de les suivre également et devient caissière au Théâtre de Poche où elle joue également. Après le décès de sa grand-mère et en froid avec sa mère, la jeune femme de vingt ans trouve refuge chez la comédienne Douchka.

### Révélation comique (années 1980)
Alors qu'elle est en tournée en province avec une troupe de théâtre pour enfants et qu'elle s'ennuie le soir dans sa chambre d'hôtel, Josiane Balasko écrit, à vingt-deux ans, son premier scénario, Quand je serai grande, je serai paranoïaque, qu'elle interprète avec une autre actrice prénommée Maryse au café-théâtre de l'Odéon.
En 1976, elle rejoint la troupe du Splendid où elle remplace Valérie Mairesse dans Le pot de terre contre le pot de vin puis y joue dans Ginette Lacaze. Dans sa jeunesse, elle joue principalement des rôles d'anti sex-symbol. Elle côtoie dans la troupe du Splendid Gérard Jugnot, Marie-Anne Chazel, Thierry Lhermitte, Christian Clavier, Bruno Moynot et Michel Blanc. Elle est souvent cantonnée aux rôles de bonne copine à problèmes ou de jeune femme complexée.
En 1985, elle passe pour la première fois à la réalisation en signant la comédie acide Sac de nœuds, dont elle partage l'affiche avec Isabelle Huppert. Dans sa deuxième réalisation en 1987, la comédie policière Les Keufs, elle forme un tandem d'inspecteurs avec l'acteur ivoirien Isaac de Bankolé.
Comme actrice, c'est en 1989 que, grâce à Bertrand Blier, elle quitte le registre de faire-valoir pour incarner, dans Trop belle pour toi, la maîtresse d'un riche agent commercial – le rôle est tenu par Gérard Depardieu – qui a pour épouse une très belle femme, en l'occurrence Carole Bouquet. Son interprétation lui vaut sa première nomination au César de la meilleure actrice.

### Reconnaissance critique (années 1990)
Elle revient à la comédie noire comme réalisatrice en 1991 avec Ma vie est un enfer, où elle joue une trentenaire dépressive face à Daniel Auteuil. Mais c'est en 1993 qu'elle décroche sa seconde nomination au César de la meilleure actrice, grâce au rôle principal de la comédie Tout le monde n'a pas eu la chance d'avoir des parents communistes, de Jean-Jacques Zilbermann.
Elle enchaîne avec un autre succès, en 1995, cette fois comme actrice, scénariste et cinéaste. Elle se confronte au sujet de l'homosexualité féminine en incarnant une lesbienne dans la comédie Gazon maudit avec Alain Chabat en 1995. Elle est récompensée par le César du meilleur scénario en 1996 (partagé avec Telsche Boorman et Patrick Aubrée). Le film est aussi nommé dans les catégories meilleur film, meilleur acteur et meilleur acteur dans un second rôle.
Elle s'offre alors des premiers rôles dans des comédies fidèles : en 1997, elle tient le rôle-titre de la comédie Arlette, sous la direction de Claude Zidi. L'année suivante, elle livre sa cinquième réalisation, la comédie Un grand cri d'amour, qui l'oppose cette fois à Richard Berry. En 1999, elle mène la comédie d'aventure Le Fils du Français, de Gérard Lauzier. En 2001, elle partage l'affiche de Un crime au paradis, de Jean Becker, avec Jacques Villeret. Elle essuie cependant un flop critique et commercial cette même année, la comédie Absolument fabuleux, adaptation de la série télévisée anglaise Absolutely Fabulous dont elle partage l'affiche avec Nathalie Baye.
Les années 2000 vont lui permettre de sortir du registre comique.

### Passage au registre dramatique (années 2000)

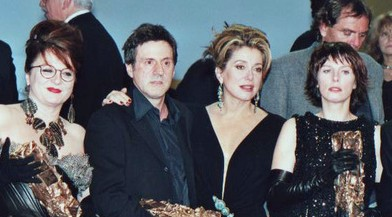
L'actrice avec son César d'honneur aux côtés de Daniel Auteuil, Catherine Deneuve et Karin Viard aux Césars, en 2000.

La décennie débute avec la remise d'un César d'honneur en 2000, saluant l'ensemble de sa carrière.
En 2003, elle impressionne en tête d'affiche du polar Cette femme-là, réalisé par Guillaume Nicloux. Sa performance en enquêtrice lui vaut sa troisième nomination au César de la meilleure actrice.
Deux ans plus tard, elle adapte sa propre pièce de théâtre au cinéma, L'Ex-femme de ma vie, dont elle partage l'affiche avec Thierry Lhermitte et Karin Viard. La même année, elle poursuit dans un registre dramatique en jouant Marguerite Duras dans le drame historique J'ai vu tuer Ben Barka, mené par Charles Berling. Mais surtout, elle retrouve la bande du Splendid pour Les Bronzés 3 : Amis pour la vie, dernier chapitre de la trilogie, toujours sous la direction de Patrice Leconte.
En 2008, c'est comme réalisatrice qu'elle se lance dans le drame : avec son septième film, Cliente, elle dirige Nathalie Baye et se confronte à un sujet rarement traité au cinéma, celui de la prostitution masculine. L'année suivante, elle joue le rôle-titre de la comédie dramatique Le Hérisson, réalisée par Mona Achache.

### Seconds rôles (années 2010 et suivantes)

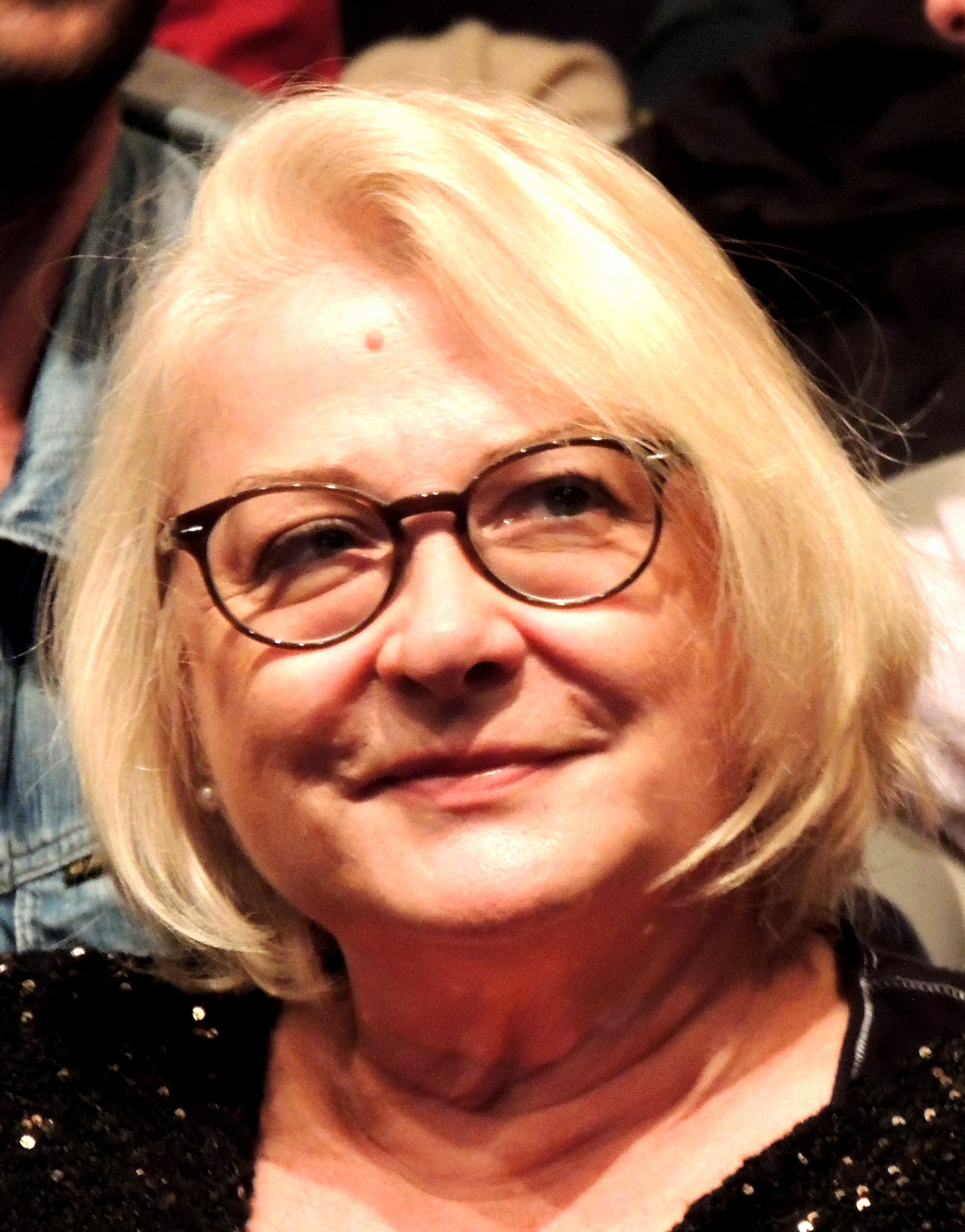
Josiane Balasko en octobre 2013, au théâtre de Namur.

À partir de la décennie 2010, elle va se voir confier surtout des seconds rôles dans des comédies, parfois dramatiques : en 2011 dans la comédie Beur sur la ville, de Djamel Bensalah puis Un heureux événement, de Rémi Bezançon. En 2012, elle joue la mère revêche de Mathilde Seigner et Marina Foïs dans Maman d'Alexandra Leclère. Puis en 2013, elle apparaît dans Les Gazelles, de Mona Achache.
Retour aux premiers rôles en 2012 pour la comédie dramatique Mes héros, d'Éric Besnard, aux côtés de Gérard Jugnot. C'est avec Michel Blanc qu'elle aborde ensuite le sujet du handicap mental avec le drame Demi-sœur, dont elle est également la réalisatrice.
En 2015, elle fait partie du casting choral de la comédie populaire Le Grand Partage, d'Alexandra Leclère. L'année suivante, dans Joséphine s'arrondit, elle joue le rôle de la mère de l'héroïne, incarnée par sa propre fille, Marilou Berry.
En 2016, elle connaît un nouveau succès comique populaire en incarnant une mère à la fois touchante et énervante dans Retour chez ma mère, d'Éric Lavaine. Cette fois, Alexandra Lamy et Mathilde Seigner jouent ses filles. En 2019, elle figure au casting de la comédie populaire All Inclusive, de Fabien Onteniente.
Parallèlement à ces comédies, elle apparait dans des drames : en 2017, Un beau soleil intérieur, de Claire Denis, porté par Juliette Binoche ; en 2018, Volontaire, d'Hélène Fillières mais aussi le très médiatisé Grâce à Dieu, de François Ozon ; et en 2019 le thriller historique L'Intervention, de Fred Grivois.

### Engagements
Josiane Balasko est membre des Enfoirés (l'association caritative fondée par Coluche). En 2015, elle dénonce un engagement confortable des artistes au sein des Enfoirés, affirmant : « On ne risque pas de se faire charger par les CRS, ce qui est quand même confortable. C'est pas comparable. Quand on me dit : “Vous vous engagez, auprès des Restos”, je dis : “Non, on s'amuse gentiment”. »
Par ailleurs en 2006, à la suite de l'expulsion d'un squat au Crous de Cachan, elle soutient la cause des 1000 de Cachan. Elle défend en 2009, aux côtés de Carole Bouquet notamment, les familles africaines de la rue de la Banque à Paris et, en 2010, les sans-papiers de la rue du Regard.
Entre 2008 et 2011 elle se trouve régulièrement dans les cortèges de l'association Droit au logement.
Lors de l'élection présidentielle de 2012, elle soutient le candidat François Hollande et est présente le 6 mai 2012 sur la place de la Bastille pour fêter sa victoire. En 2017, elle soutient les candidats du Parti communiste français aux élections législatives.
En septembre 2018, à la suite de la démission de Nicolas Hulot, elle signe avec Juliette Binoche la tribune contre le réchauffement climatique intitulée « Le plus grand défi de l'histoire de l'humanité », qui paraît en une du journal Le Monde, avec pour titre L'appel de 200 personnalités pour sauver la planète.
Lors des élections européennes de 2019, elle annonce dans les colonnes de L'Humanité son soutien à la liste du Parti communiste français, « Pour l'Europe des gens, contre l'Europe de l'argent », menée par Ian Brossat. Elle justifie cette position par « les valeurs populaires, jamais populistes » qu'elle dit avoir pu voir chez les adhérents de ce parti,. Elle prête sa voix au clip de campagne.
Durant la campagne des élections législatives de 2024, Josiane Balasko participe à un rassemblement contre l'extrême droite et le Rassemblement National à la place de la République.

### Vie privée

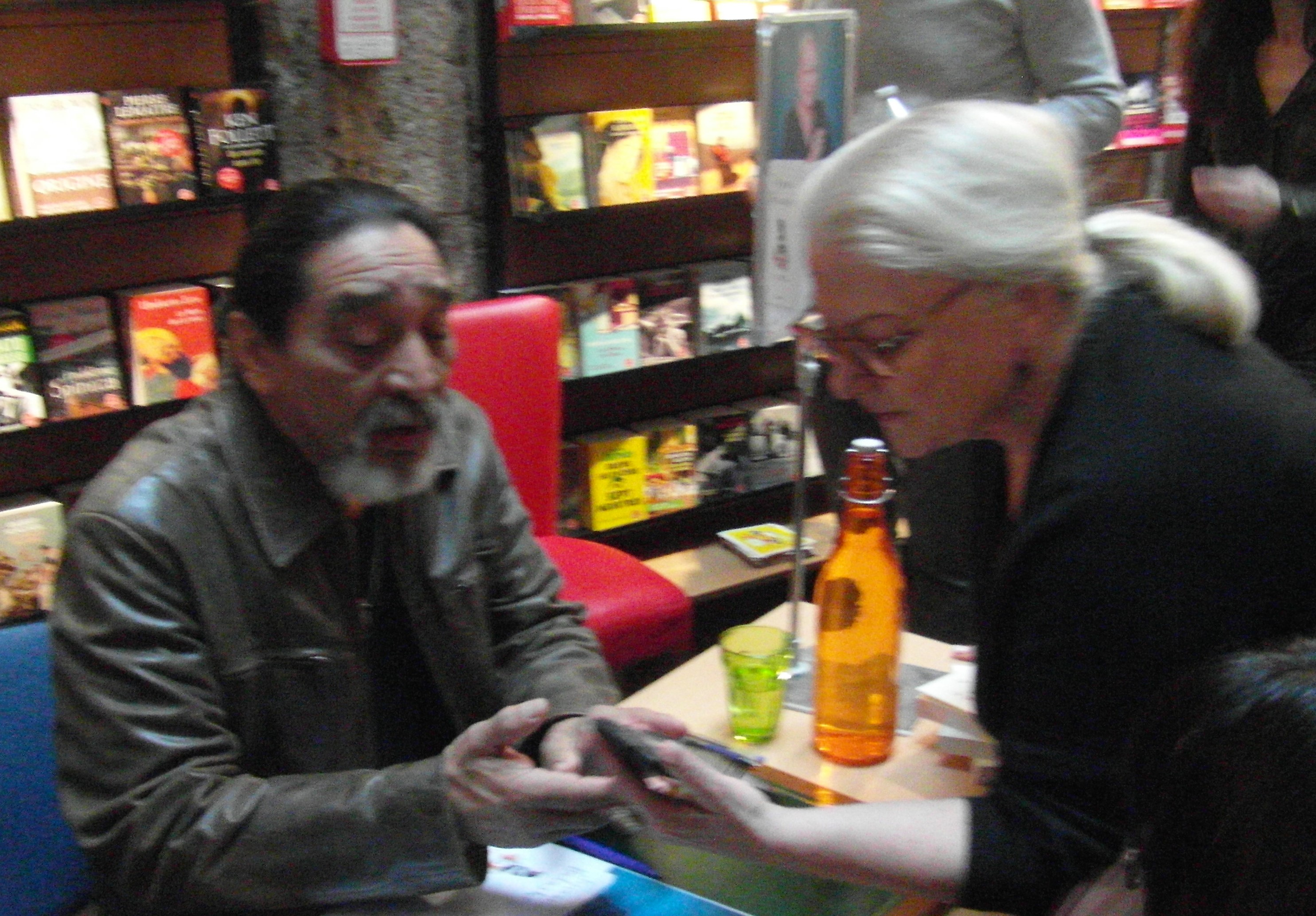
George Aguilar et Josiane Balasko en mars 2019

De 1974 à 1981, Josiane Balasko est la compagne de Bruno Moynot (membre de la troupe du Splendid, comme elle).
D'une deuxième union avec le sculpteur Philippe Berry (1956-2019), frère du comédien Richard Berry, elle a une fille, Marilou Berry, née le 1er février 1983 à Paris, elle-même actrice, et un fils adopté, Rudy Berry, né en 1988.
Divorcée de Philippe Berry en 1999, elle se remarie avec l'acteur américain George Aguilar en 2003, qu'elle a rencontré sur le plateau du Fils du Français en 1999.

## Filmographie

### Actrice

#### Cinéma

##### Années 1970
- 1973 : L'An 01 de Jacques Doillon
- 1975 : Une fille unique de Philippe Nahoun : Simone
- 1976 : Le Locataire de Roman Polanski : l'employée de bureau
- 1977 : Nous irons tous au paradis d'Yves Robert : Josy
- 1977 : Solveig et le Violon turc de Jean-Jacques Grand-Jouan (inédit)
- 1977 : Les Petits Câlins de Jean-Marie Poiré : Corinne
- 1977 : L'Animal de Claude Zidi : la fille du supermarché
- 1977 : Monsieur Papa de Philippe Monnier : la femme dans la cabine téléphonique
- 1977 : Dites-lui que je l'aime de Claude Miller : Nadine
- 1978 : La Coccinelle à Monte-Carlo de Vincent McEveety : (non créditée au générique)
- 1978 : Si vous n'aimez pas ça, n'en dégoûtez pas les autres de Raymond Lewin : Elle-même
- 1978 : La Tortue sur le dos de Luc Béraud
- 1978 : Pauline et l'Ordinateur de Francis Fehr : Pauline
- 1978 : Les Bronzés de Patrice Leconte : Nathalie
- 1979 : Les héros n'ont pas froid aux oreilles de Charles Nemes : la cliente endommagée
- 1979 : Les Bronzés font du ski de Patrice Leconte : Nathalie

##### Années 1980
- 1981 : Clara et les Chics Types de Jacques Monnet : Louise
- 1981 : Les hommes préfèrent les grosses de Jean-Marie Poiré : Lydie Langlois
- 1981 : Le Maître d'école de Claude Berri : Mlle Lajoie
- 1982 : Hôtel des Amériques de André Téchiné : Colette
- 1982 : Le père Noël est une ordure de Jean-Marie Poiré (n'a pas joué dans la pièce du même nom) : Madame Musquin
- 1983 : Papy fait de la résistance de Jean-Marie Poiré : la pharmacienne
- 1983 : Signes extérieurs de richesse de Jacques Monnet : Béatrice Flamand
- 1984 : P'tit Con de Gérard Lauzier : Rolande
- 1984 : La Smala de Jean-Loup Hubert : Simone
- 1984 : La Vengeance du serpent à plumes de Gérard Oury : Jackie
- 1985 : Sac de nœuds de Josiane Balasko : Anita
- 1985 : Tranches de vie de François Leterrier : La Parisienne
- 1986 : Nuit d'ivresse de Bernard Nauer : Fred
- 1986 : Les Frères Pétard de Hervé Palud : Aline
- 1987 : Les Keufs de Josiane Balasko : Inspecteur Mireille Molineux
- 1988 : Sans peur et sans reproche de Gérard Jugnot : une servante
- 1989 : Une nuit à l'Assemblée nationale de Jean-Pierre Mocky : La journaliste
- 1989 : Trop belle pour toi de Bertrand Blier : Colette Chevassu

##### Années 1990
- 1991 : Les Secrets professionnels du Dr Apfelglück de Alessandro Capone, Stéphane Clavier et Mathias Ledoux : la scientifique
- 1991 : Ma vie est un enfer de Josiane Balasko : Léah Lemonier
- 1993 : L'Ombre du doute de Aline Issermann : Sophia
- 1993 : Tout le monde n'a pas eu la chance d'avoir des parents communistes de Jean-Jacques Zilbermann : Irène
- 1994 : Grosse fatigue de Michel Blanc : elle-même
- 1995 : Gazon maudit de Josiane Balasko : Marijo
- 1997 : Didier d'Alain Chabat : Madame Massart
- 1997 : Arlette de Claude Zidi : Arlette Bathiat
- 1998 : Un grand cri d'amour de Josiane Balasko : Gigi Ortega
- 1999 : Le Fils du Français de Gérard Lauzier : Suzanne

##### Années 2000
- 2000 : Le Libertin de Gabriel Aghion : Baronne d'Holbach
- 2000 : Les Acteurs de Bertrand Blier : André Dussollier 2
- 2001 : Un crime au Paradis de Jean Becker : Lucienne "Lulu" Braconnier
- 2001 : Absolument fabuleux de Gabriel Aghion : Edith "Eddie" Mousson
- 2002 : Le Raid de Djamel Bensalah : Madame Jo
- 2003 : Cette femme-là de Guillaume Nicloux : Michèle Varin
- 2004 : Madame Édouard de Nadine Monfils : Nina Tchitchi
- 2005 : L'Ex-femme de ma vie de Josiane Balasko : Marie-Pierre
- 2005 : J'ai vu tuer Ben Barka de Serge Le Péron : Marguerite Duras
- 2005 : La vie est à nous ! de Gérard Krawczyk : Blanche Delhomme
- 2006 : Les Bronzés 3 : Amis pour la vie de Patrice Leconte : Nathalie
- 2007 : L'Auberge rouge de Gérard Krawczyk : Rose Martin
- 2007 : La Clef de Guillaume Nicloux : Michèle Varin
- 2008 : Musée haut, musée bas de Jean-Michel Ribes : La mère en Chanel
- 2008 : Cliente de Josiane Balasko : Irène
- 2009 : Bancs publics (Versailles Rive-Droite) de Bruno Podalydès : Solange Renivelle
- 2009 : Le Hérisson de Mona Achache : Renée
- 2009 : Ruby Blue de Jan Dunn : Stéphanie
- 2009 : Neuilly sa mère ! de Gabriel Julien-Laferrière : La directrice du collège privé

##### Années 2010
- 2010 : Holiday de Guillaume Nicloux : Christiane Mercier
- 2011 : Beur sur la ville de Djamel Bensalah : Mamie Nova
- 2011 : Un heureux événement de Rémi Bezançon : Claire
- 2012 : Sport de filles de Patricia Mazuy : Joséphine de Silène
- 2012 : Maman de Alexandra Leclère : la mère
- 2012 : Mes héros d'Éric Besnard : Olga
- 2013 : Demi-sœur de Josiane Balasko : Antoinette
- 2014 : Les Gazelles de Mona Achache : Brigitte
- 2015 : Le Grand Partage de Alexandra Leclère : La gardienne
- 2015 : Arrête ton cinéma ! de Diane Kurys : Brigitte
- 2016 : Joséphine s'arrondit de Marilou Berry : La mère de Joséphine
- 2016 : Retour chez ma mère d'Éric Lavaine : Jacqueline Mazerin
- 2017 : Les Nouvelles Aventures de Cendrillon de Lionel Steketee : la belle mère de Cendrillon
- 2017 : Un beau soleil intérieur de Claire Denis : Maxime
- 2018 : Bécassine ! de Bruno Podalydès : Mademoiselle Chataigne
- 2018 : Volontaire de Hélène Fillières : La mère de Laure
- 2018 : Neuilly sa mère, sa mère ! de Gabriel Julien-Laferrière : Madame Bachelot
- 2018 : Vous êtes jeunes, vous êtes beaux de Franchin Don : Mona
- 2018 : J'ai perdu Albert de Didier van Cauwelaert : Madame Le Couidec
- 2018 : Grâce à Dieu de François Ozon : Irène
- 2019 : L'Intervention de Fred Grivois : Michèle Sampieri
- 2019 : All Inclusive de Fabien Onteniente : Lulu
- 2019 : Beaux-parents d'Hector Cabello Reyes : Coline
- 2019 : Les Envoûtés de Pascal Bonitzer : Leonora Evesco

##### Années 2020
- 2020 : L'Esprit de famille d'Éric Besnard : Marguerite
- 2020 : C'est la vie de Julien Rambaldi : Dominique
- 2021 : Un tour chez ma fille d'Éric Lavaine : Jacqueline Mazerin
- 2021 : Tralala d'Arnaud et Jean-Marie Larrieu : Lili
- 2021 : La Pièce rapportée d'Antonin Peretjatko : La reine-mère
- 2021 : Mes très chers enfants d'Alexandra Leclère : Chantal
- 2023 : Des mains en or d'Isabelle Mergault : Martha
- 2023 : Captives d'Arnaud des Pallières : Marguerite Bottard, dite Bobotte
- 2024 : Quand vient l'automne de François Ozon : Marie-Claude
- 2025 : Délocalisés d'Ali et Redouane Bougheraba : Marianne
- 2025 : La Bonne Étoile de Pascal Elbé

#### Télévision
- 1979 : Les Quatre Cents Coups de Virginie
- 2006 : David Nolande de Nicolas Cuche (épisode 6, La Carte du diable) : Sofia
- 2008 : Françoise Dolto, le désir de vivre de Serge Le Péron : Françoise Dolto
- 2014 : La Loi de Barbara de Didier Le Pêcheur : Barbara Malo (3 épisodes)
- 2019 : Le Bazar de la Charité d'Alexandre Laurent : Madame Huchon (8 épisodes)
- 2025 : Escort Boys (saison 2) de Ruben Alves

#### Doublage
- 2000 : Chicken run de Peter Lord et Nick Park : Bernadette (2e doublage)
- 2014 : Tante Hilda ! de Jacques-Rémy Girerd : Dolores

### Réalisatrice
- 1985 : Sac de nœuds
- 1987 : Les Keufs
- 1991 : Ma vie est un enfer
- 1995 : Gazon maudit
- 1998 : Un grand cri d'amour
- 2005 : L'Ex-femme de ma vie
- 2008 : Cliente
- 2013 : Demi-sœur

### Créatrice de costumes
- 1976 : L'Affiche rouge de Frank Cassenti

### Box-office des films réalisés par Josiane Balasko
|   | Films               | Années | France (entrées) |
| 1 | Gazon maudit        | 1995   | 3 990 094        |
| 2 | Ma vie est un enfer | 1991   | 1 170 523        |
| 3 | Les Keufs           | 1987   | 1 071 467        |

## Théâtre
- 1970 : La pipelette ne pipa pas
- 1971 : Quand j'srai grande, j'srai paranoïaque, mise en scène Josiane Balasko
- 1973 : Jeanne l'ébouriffée de Catherine Dasté, mise en scène de l'auteur, Théâtre de Sartrouville
- 1975 : Silence là-dedans avec J.M. Villessot, Théâtre Mouffetard puis invités par le TNA à la salle Atlas à Alger et à Gardaïa
- 1976 : Le Pot de terre contre le pot de vin, Le Splendid
- 1976 : Ginette Lacaze, mise en scène Coluche
- 1977 : Amour, coquillages et crustacés, Le Splendid
- 1979 : Le père Noël est une ordure du Splendid, mise en scène Philippe Galland, Le Splendid : Zézette (en remplacement de Marie-Anne Chazel)
- 1982 : Bunny's bar[33] de et mise en scène par Josiane Balasko, avec Michel Blanc, Valérie Mairesse
- 1985 : Nuit d'ivresse[34] de et mise en scène par Josiane Balasko, avec Michel Blanc, Théâtre du Splendid Saint-Martin, (reprise en 2002 au Théâtre de la Renaissance avec Michèle Bernier et Francis Huster)
- 1989 : L'Ex-femme de ma vie[35] de et mise en scène par Josiane Balasko, avec Richard Berry, Théâtre du Gymnase, (créée en 1988 au Théâtre du Splendid Saint-Martin avec Jane Birkin et Thierry Lhermitte)
- 1992 : Solo de Willy Russell, mise en scène Josiane Balasko, Théâtre du Gymnase Marie Bell[36]
- 1996 : Un grand cri d'amour[37] de et mise en scène par Josiane Balasko, avec Richard Berry, Théâtre de la Michodière (reprise en 1997)
- 2006 : Dernier Rappel[38] de et mise en scène par Josiane Balasko, avec Cartouche, Marius Colucci, George Aguilar, Jacky Nercessian, Théâtre de la Renaissance
- 2009 : Tout le monde aime Juliette de et mise en scène par Josiane Balasko, avec Marilou Berry, David Rousseau, Lannick Gautry, Jacky Nercessian, Théâtre du Splendid Saint-Martin
- 2011 : La nuit sera chaude de Josiane Balasko, mise en scène de l'auteur, Théâtre de la Renaissance, tournée en 2012
- 2014-2015 : Un grand moment de solitude de et mise en scène Josiane Balasko, tournée, Théâtre de la Michodière
- 2016-2018 : La Femme rompue de Simone de Beauvoir, mise en scène Hélène Fillières, théâtre des Bouffes du Nord, théâtre Montansier, théâtre Hébertot, tournée
- 2021 : Un chalet à Gstaad de et mise en scène Josiane Balasko, Théâtre des Nouveautés

## Publications
- Le Père Noël est une ordure, Actes Sud - Papiers,  (ISBN 2-86943-052-3) - (version théâtre : fin différente du film avec l'explosion de gaz).
- Cliente, Fayard, 2004. Un artisan marié, ouvrier du bâtiment, se fait gigolo auprès de femmes ayant la cinquantaine ; son but est d'aider son épouse.
- Parano express, Fayard, 2006 Histoire d'Antoine, trentenaire, une vie normale, bien sous tous rapports. Sa vie bascule lorsqu'une vieille sourde et muette lui donne un billet divinatoire lui annonçant une catastrophe.
- La nuit sera chaude, Actes Sud, 2011.
- Jamaiplu, Editions Pygmalion, 2019. Josiane Balasko propose ici un recueil de huit nouvelles fantastiques.

## Distinctions

### Récompenses
- César 1996 : meilleur scénario pour Gazon maudit
- Lumières 1996 : meilleur scénario ou adaptation pour Gazon maudit
- César 2000 : César d'honneur
- Festival international du film de comédie de Liège 2018 : Crystal Comedy Award[39]
- César 2021 : César anniversaire avec la troupe du Splendid

### Nominations et sélections
- César 1990 : César de la meilleure actrice pour Trop belle pour toi
- César 1994 : César de la meilleure actrice pour Tout le monde n'a pas eu la chance d'avoir des parents communistes
- César 1996 : César du meilleur réalisateur pour Gazon maudit
- Golden Globes 1996 : Golden Globe du meilleur film étranger pour Gazon Maudit
- César 2004 : César de la meilleure actrice pour Cette femme-là
- Prix Raimu 2008 : prix du film de comédie, de la comédienne, de la mise en scène et du scénario pour Cliente
- Festival du film de Croisic 2008 : Prix du jeune public de la meilleure adaptation et Hublot d'or de la meilleure adaptation pour Cliente
- Festival Jean Carmet 2012 : Prix du second rôle féminin dans Sport de filles
- César 2020 : César de la meilleure actrice dans un second rôle pour Grâce à Dieu

### Décorations
- Chevalière de la Légion d'honneur, 3 décembre 1994 [40]
- Commandeure de l'ordre des Arts et des Lettres (14 juillet 2004)